# Víz alatti rögbi
A víz alatti rögbi, rövidebben vízirögbi vagy UWR egy fiatal sportág, amely hivatalosan 1961-ben született meg Németországban, katonai búvárok erőnléti edzéseként. Ez előtt Amerikában játszottak a mai UWR-hez hasonló vízilabdát, ami inkább vízi rögbinek volt mondható, de a dry pass által a 30-as években megreformált vízipóló már csak a játékosok viseletében hasonlít a víz alatti rögbire. Az uszonyoknak köszönhetően az UWR egy gyors, passzos játék, amely teljesen kihasználja a műugró medencék hatalmas méreteit. A víz alatti rögbi (angolul: underwater rugby) egy különleges és látványos csapatsport, amelyet búvárfelszerelésben, háromdimenziós térben, medencében játszanak. Annak ellenére, hogy a neve „rögbi”, a hagyományos rögbivel kevés a közvetlen rokonság – inkább sajátos, víz alatti szabályrendszerrel rendelkező sportágról van szó.

## Az UWR szabályai
Az UWR szabályai nagyon egyszerűek. 2×12 fős csapatok küzdenek egymással, hogy egy nehéz labdát egy műugró medence mélyén található 2 kapuba bedobjanak. A két csapatból egyszerre 6-6 fő tartózkodik a vízben, és folyamatosan cserélik őket a medence partján lévő cserepadról a csapattársaik. Az UWR legfontosabb szabálya, hogy a sós vízzel töltött labda nem jöhet a felszínre, valamint szabályozott kontakt van, amit a vízben lévő 2×6 játékoson kívül 1 felszíni bíró és 2 víz alatti bíró figyel versenyeken. Csak a labdát birtokló játékost szabad támadni, és a támadásnak a fair play keretein belül kell lennie, nem irányulhat pl. a felszerelés, különösen a maszk ellen, vagy sérülés okozására. A játékot szabadtüdős felszereléssel, uszonyban, maszkban és pipával játsszák, emiatt a levegő beosztása fontos. A műugró medence mélysége a passzok vagy a játékosok mozgásának irányát 3 dimenzióban teszi lehetővé. A bírók kéz- és hangjelekkel kommunikálnak a mérkőzések során, amelyek amatőr ligákban csak egy, profi ligákban két félidősek és a félidők is csak 10-15 percesek a sport intenzitása miatt. Ennek ellenére a csapatok általában koedukáltan edzenek és versenyeznek, mert a víz tompító hatása miatt a sérülések ritkák. A passztávolság kb. 2-3 méter, és 3 fő posztra, kapusra, védőre és támadóra épül a taktika, amelyek jellegükben hasonlóak a videójátékokból ismert "heavy", "soldier" és "scout" posztokhoz.

## Az UWR története
A sós vízzel töltött labda ötletét a kölni Ludwig von Bersuda-tól eredeztetik, de a játék a mai formáját majd 10 évvel később, Dr. Franz Josef Grimmeisen-nek köszönhetően nyerte el, mülheimi és duisburgi játékosok támogatásával. Grimmeisen az első nemzetközi búvárszövetséget, a CMAS-t kereste meg a víz alatti labdajáték ötletével, amelyet végül Németország mellett a skandináv országok, a csehek és az osztrákok adaptáltak elsőként. A sportág kb. 30 országban van jelen, az 5 legsikeresebb sorrendben: Németország, Norvégia, Kolumbia, Svédország, Finnország.
Magyarországon 4 műugró medencében játszható UWR, a Hajós Alfréd Sportuszodában és a Duna Arénában. Itthon is próbálkoztak katonai búvárok edzésként hasonló játékkal, többek között a Tüzér utcában. Ehhez a társasághoz csatlakoztak vízihokisok, akiknek végül egy Csehországból érkezett játékos mutatta be a hivatalos sportágat 2007-ben. Az első klub UWR Tiszavirág SE néven 2008-ban alakult, majd 2018-ban indult további 2, a Pomázi Futó Bajnokok SE. Delfinek szakosztálya, és az Új Hullám UWR SE.
Egyedüli magyar csapatként a UWR Tiszavirág SE háromszor indult a berlini Bajnokok Kupáján, 2008-ban 13 férfi csapat között 13. helyet, 2009-ben 11 férfi csapat között 9. helyet, 2010-ben 12 férfi csapat között 10. helyet elérve. Ez gyors fejlődésnek minősült, amiben szerepe volt a bécsi csapat segítőkész edzőinek is. A magyarok egyébként főleg a Cseh Ligában és az osztrák versenyeken indulnak.
Első magyar vízipólós egyesületként a Honvéd próbálta ki a vízirögbit egy barátságos mérkőzés keretében 2016-ban. Ugyanebben az évben Magyarország elnyerte a CMAS-tól a 2017-es UWR EB. rendezésének jogát, amely a Duna Arénában felépített új műugró medence technikai felszereltségére tekintettel ritka lehetőségnek ígérkezett. A sportág legnagyobb problémája ugyanis, hogy hiába látványos, a víz alatti küzdelem közvetítés hiányában nem élvezhető nézők számára. Az UWR fejlődését a sportkamerák és a YouTube elterjedése, valamint az Euroligához hasonló önszerveződő kezdeményezések tették lehetővé.

## Eredmények
A CMAS 1980 óta rendez világbajnokságokat, a 11.-et Grazban 2019. július 25. és augusztus 3. között tartották, amin 18 ország vett részt. Magyarország a 15. helyet szerezte meg.
| Helyezés | XI. CMAS UWR World Championships Graz - Austria 2019 | XI. CMAS UWR World Championships Graz - Austria 2019 | X. CMAS UWR World Championships Cali - Colombia 2015 | X. CMAS UWR World Championships Cali - Colombia 2015 | 9th World Championship Helsinki - Finland 2011 | 9th World Championship Helsinki - Finland 2011 |
|          | FÉRFIAK                                              | NŐK                                                  | FÉRFIAK                                              | NŐK                                                  | FÉRFIAK                                        | NŐK                                            |
| -------- | ---------------------------------------------------- | ---------------------------------------------------- | ---------------------------------------------------- | ---------------------------------------------------- | ---------------------------------------------- | ---------------------------------------------- |
| 1.       | Kolumbia                                             | Norvégia                                             | Norvégia                                             | Németország                                          | Norvégia                                       | Norvégia                                       |
| 2.       | Norvégia                                             | Németország                                          | Németország                                          | Norvégia                                             | Németország                                    | Svédország                                     |
| 3.       | Németország                                          | Kolumbia                                             | Kolumbia                                             | Kolumbia                                             | Svédország                                     | Németország                                    |
| 4.       | Dánia                                                | Finnország                                           | Svédország                                           | Svédország                                           | Finnország                                     | Finnország                                     |
| 5.       | Svédország                                           | Svédország                                           | Dánia                                                | Finnország                                           | Dánia                                          | Kolumbia                                       |
| 6.       | Finnország                                           | Ausztria                                             | Venezuela                                            | Dánia                                                | Kolumbia                                       | Dánia                                          |
| 7.       | Ausztria                                             | Törökország                                          | Ausztria                                             | Ausztrália                                           | Csehország                                     | Spanyolország                                  |
| 8.       | Spanyolország                                        | Ausztrália                                           | Canada                                               | Venezuela                                            | Törökország                                    |                                                |
| 9.       | Ausztrália                                           | Dánia                                                | USA                                                  | USA                                                  | Oroszország                                    |                                                |
| 10.      | Csehország                                           | Spanyolország                                        | Spanyolország                                        |                                                      | Ausztria                                       |                                                |
| 11.      | USA                                                  | USA                                                  | Ausztrália                                           |                                                      | Olaszország                                    |                                                |
| 12.      | Olaszország                                          | Olaszország                                          |                                                      |                                                      | Spanyolország                                  |                                                |
| 13.      | Kanada                                               | Kanada                                               |                                                      |                                                      | Svájc                                          |                                                |
| 14.      | Nagy Britannia                                       | Nagy Britannia                                       |                                                      |                                                      | Dél-Afrika                                     |                                                |
| 15.      | Magyarország                                         |                                                      |                                                      |                                                      |                                                |                                                |
| 16.      | Szlovákia                                            |                                                      |                                                      |                                                      |                                                |                                                |
| 17.      | Luxemburg                                            |                                                      |                                                      |                                                      |                                                |                                                |

| Helyezés | Underwater Rugby World Junior Championship Oberhausen - Germany 2018 | Underwater Rugby World Junior Championship Oberhausen - Germany 2018 |
|          | FIÚK                                                                 | LÁNYOK                                                               |
| -------- | -------------------------------------------------------------------- | -------------------------------------------------------------------- |
| 1.       | Kolumbia                                                             | Törökország                                                          |
| 2.       | Németország                                                          | Kolumbia                                                             |
| 3.       | Törökország                                                          | Norvégia                                                             |
| 4.       | Norvégia                                                             | Svédország                                                           |
| 5.       | Dánia                                                                |                                                                      |
| 6.       | Svédország                                                           |                                                                      |
| 7.       | Finnország                                                           |                                                                      |
| 8.       | Csehország                                                           |                                                                      |

| Helyezés | Open European UNDERWATER RUGBY Championship for juniors Sandefjord - Norway 2016 | Open European UNDERWATER RUGBY Championship for juniors Sandefjord - Norway 2016 | 11th Underwater Rugby Open European Championship for Juniors Mülheim - Germany 2014 | 11th Underwater Rugby Open European Championship for Juniors Mülheim - Germany 2014 | 10th Underwater Rugby Open European Championship for Juniors Riihimäki - Finland 2012 | 10th Underwater Rugby Open European Championship for Juniors Riihimäki - Finland 2012 | 9th CMAS Underwater Rugby Open European Championship for Juniors Stuttgart - Germany 2010 | 9th CMAS Underwater Rugby Open European Championship for Juniors Stuttgart - Germany 2010 |
|          | FIÚK                                                                             | LÁNYOK                                                                           | FIÚK                                                                                | LÁNYOK                                                                              | FIÚK                                                                                  |                                                                                       | FIÚK                                                                                      |                                                                                           |
| -------- | -------------------------------------------------------------------------------- | -------------------------------------------------------------------------------- | ----------------------------------------------------------------------------------- | ----------------------------------------------------------------------------------- | ------------------------------------------------------------------------------------- | ------------------------------------------------------------------------------------- | ----------------------------------------------------------------------------------------- | ----------------------------------------------------------------------------------------- |
| 1.       | Törökország                                                                      | Kolumbia                                                                         | Kolumbia                                                                            | Norvégia                                                                            | Németország                                                                           |                                                                                       | Németország                                                                               |                                                                                           |
| 2.       | Németország                                                                      | Norvégia                                                                         | Dánia                                                                               | Dánia                                                                               | Svédország                                                                            |                                                                                       | Oroszország                                                                               |                                                                                           |
| 3.       | Kolumbia                                                                         | Németország                                                                      | Németország                                                                         |                                                                                     | Finnország                                                                            |                                                                                       | Norvégia                                                                                  |                                                                                           |
| 4.       | Norvégia                                                                         | Dánia                                                                            | Finnország                                                                          |                                                                                     | Dánia                                                                                 |                                                                                       | Svédország                                                                                |                                                                                           |
| 5.       | Dánia                                                                            | Svédország                                                                       | Norvégia                                                                            |                                                                                     | Norvégia                                                                              |                                                                                       | Csehország                                                                                |                                                                                           |
| 6.       | Finnország                                                                       |                                                                                  | Svédország                                                                          |                                                                                     | Kolumbia                                                                              |                                                                                       | Dánia                                                                                     |                                                                                           |
| 7.       | Svédország                                                                       |                                                                                  |                                                                                     |                                                                                     |                                                                                       |                                                                                       | Finnország                                                                                |                                                                                           |
| 8.       | USA                                                                              |                                                                                  |                                                                                     |                                                                                     |                                                                                       |                                                                                       |                                                                                           |                                                                                           |

| Helyezés | Bajnokok Kupája 2018 | Bajnokok Kupája 2018 | Bajnokok Kupája 2017 | Bajnokok Kupája 2017 | Bajnokok Kupája 2016 | Bajnokok Kupája 2016 | Bajnokok Kupája 2015 | Bajnokok Kupája 2015 | Bajnokok Kupája 2014 | Bajnokok Kupája 2014 | Bajnokok Kupája 2013 | Bajnokok Kupája 2013 | Bajnokok Kupája 2012 | Bajnokok Kupája 2012 | Bajnokok Kupája 2011 | Bajnokok Kupája 2011 | Bajnokok Kupája 2010 | Bajnokok Kupája 2010 |
|          | FÉRFIAK              | NŐK                  | FÉRFIAK              | NŐK                  | FÉRFIAK              | NŐK                  | FÉRFIAK              | NŐK                  | FÉRFIAK              | NŐK                  | FÉRFIAK              | NŐK                  | FÉRFIAK              | NŐK                  | FÉRFIAK              | NŐK                  | FÉRFIAK              | NŐK                  |
| -------- | -------------------- | -------------------- | -------------------- | -------------------- | -------------------- | -------------------- | -------------------- | -------------------- | -------------------- | -------------------- | -------------------- | -------------------- | -------------------- | -------------------- | -------------------- | -------------------- | -------------------- | -------------------- |
| 1.       | Kolumbia             | Norvégia             | Finnország           | Németország          | Norvégia             | Norvégia             | Norvégia             | Németország          | Norvégia             | Norvégia             | Norvégia             | Norvégia             | Norvégia             | Németország          | Norvégia             | Németország          | Norvégia             | Kolumbia             |
| 2.       | Németország          | Németország          | Dánia                | Norvégia             | Németország          | Kolumbia             | Kolumbia             | Dánia                | Kolumbia             | Németország          | Németország          | Németország          | Svédország           | Norvégia             | Németország          | Norvégia             | Kolumbia             | Finnország           |
| 3.       | Dánia                | Dánia                | Németország          | Kolumbia             | Kolumbia             | Dánia                | Németország          | Kolumbia             | Németország          | Kolumbia             | Oroszország          | Kolumbia             | Németország          | Finnország           | Kolumbia             | Olaszország          | Németország          | Németország          |
| 4.       | Finnország           | Kolumbia             | Kolumbia             | Dánia                | Dánia                | Finnország           | Dánia                | Norvégia             | Dánia                | Finnország           | Dánia                | Svédország           | Finnország           | Svédország           | Oroszország          | Oroszország          | Svédország           | Norvégia             |
| 5.       | Svédország           | Svédország           | Norvégia             | Törökország          | Finnország           | Spanyolország        | Svédország           | Olaszország          | Svédország           | Olaszország          | Svédország           | Olaszország          | Oroszország          | Kolumbia             | Finnország           | Spanyolország        | Finnország           | Dánia                |
| 6.       | Norvégia             | Ausztria             | Törökország          | Spanyolország        | Törökország          | Olaszország          | Csehország           | Spanyolország        | Finnország           | Oroszország          | Kolumbia             | Csehország           | Csehország           | Oroszország          | Dánia                | Svédország           | Csehország           | Olaszország          |
| 7.       | Törökország          | Olaszország          | Svédország           | Svédország           | Svédország           | Ausztria             | Törökország          | Ausztria             | Törökország          | Dánia                | Finnország           | Oroszország          | Kolumbia             | Dánia                | Csehország           |                      | Dánia                | Oroszország          |
| 8.       | Csehország           | Spanyolország        | Csehország           | Ausztrália           | Csehország           | Svédország           | Oroszország          | Törökország          | Ausztria             | Svédország           | Csehország           | Spanyolország        | Törökország          | Spanyolország        | Spanyolország        |                      | Ausztria             | Svédország           |
| 9.       | Ausztria             | USA                  | USA                  | Ausztria             | Ausztrália           | USA                  | Ausztria             | Svédország           | Csehország           | Spanyolország        | Ausztria             |                      | Dánia                |                      | Ausztria             |                      | Spanyolország        | Spanyolország        |
| 10.      | Ausztrália           | Svájc                | Spanyolország        |                      | Svájc                |                      | Svájc                |                      | Oroszország          | Törökország          | Svájc                |                      | Ausztria             |                      | Svédország           |                      | Magyarország         |                      |
| 11.      | USA                  | Ausztrália           | Ausztria             |                      | Olaszország          |                      | Olaszország          |                      | Svájc                | Ausztria             | Olaszország          |                      | Svájc                |                      | Olaszország          |                      | Svájc                |                      |
| 12.      | Spanyolország        | Szingapúr            | Ausztrália           |                      | Spanyolország        |                      | USA                  |                      | USA                  |                      | Spanyolország        |                      | Olaszország          |                      | Svájc                |                      |                      |                      |
| 13.      | Olaszország          |                      | Svájc                |                      | USA                  |                      | Spanyolország        |                      | Spanyolország        |                      |                      |                      | Spanyolország        |                      |                      |                      |                      |                      |
| 14.      | Svájc                |                      | Olaszország          |                      | Ausztria             |                      |                      |                      | Olaszország          |                      |                      |                      |                      |                      |                      |                      |                      |                      |
| 15.      | Szingapúr            |                      |                      |                      |                      |                      |                      |                      |                      |                      |                      |                      |                      |                      |                      |                      |                      |                      |

## Külső hivatkozások
- Szabályzat: pdf fájl (angol) Archiválva 2013. április 4-i dátummal a Wayback Machine-ben
- Videó: Víz alatti rögbi a Youtube-on
- Videó: Ezt látja egy vízirögbi játékos
- CMAS VB részletes eredményei Archiválva 2012. október 30-i dátummal a Wayback Machine-ben
- UWR Tiszavirág Vízisport Egyesület Honlapja
- UWR.ZONE, az Új Hullám UWR SE. oldala
- Víz alatti Rögbi Szabálykönyv (magyar)